# Dalmatinska nogometna liga 1981./82.
Dalmatinska liga je bila četvrti ligaški rang natjecanja u sezoni 1981./82. 
Zbog planiranih promjena u sustavu natjecanja za narednu sezonu, dva prvoplasirana kluba išla su u viši rang, a Dalmatinska liga je proširena na 16. momčadi. 
 
Prvak lige je bio "Junak" iz Sinja. 

## Ljestvica
| Poredak                         | Klub                      | Utakmica | Pobjeda | Neodlučeno | Poraza | Postigli golova | Primili golova | Gol-razlika | Bodova |
| ------------------------------- | ------------------------- | -------- | ------- | ---------- | ------ | --------------- | -------------- | ----------- | ------ |
| 1.                              | Junak Sinj                | 26       | 21      | 2          | 3      | 57              | 15             | +42         | 44     |
| 2.                              | Split                     | 26       | 18      | 5          | 3      | 67              | 20             | +47         | 41     |
| 3.                              | Slaven Gruda              | 26       | 11      | 7          | 8      | 50              | 43             | +7          | 29     |
| 4.                              | Jadran Kaštel Sućurac     | 26       | 10      | 6          | 10     | 44              | 43             | +1          | 26     |
| 5.                              | Jugovinil Kaštel Gomilica | 26       | 8       | 8          | 10     | 31              | 30             | +1          | 24     |
| 6.                              | Primorac Biograd na Moru  | 26       | 7       | 10         | 9      | 38              | 46             | -8          | 24     |
| 7.                              | Primorac Stobreč          | 26       | 7       | 10         | 9      | 26              | 39             | -13         | 24     |
| 8.                              | Omiš                      | 26       | 7       | 9          | 10     | 37              | 35             | +2          | 23     |
| 9.                              | Dinara Knin               | 26       | 7       | 9          | 10     | 18              | 28             | -10         | 23     |
| 10.                             | Metalac TEF Šibenik       | 26       | 7       | 8          | 11     | 40              | 47             | -7          | 22     |
| 11.                             | Zmaj Makarska             | 26       | 8       | 6          | 12     | 37              | 48             | -11         | 22     |
| 12.                             | Jadran Kardeljevo         | 26       | 5       | 12         | 9      | 19              | 30             | -11         | 22     |
| 13.                             | DOŠK Drniš                | 26       | 9       | 4          | 13     | 29              | 48             | -19         | 22     |
| 14.                             | Sloga Mravince            | 26       | 6       | 6          | 14     | 42              | 61             | -19         | 18     |
|                                 |                           |          |         |            |        |                 |                |             |        |
| Kardeljevo bivši naziv za Ploče |                           |          |         |            |        |                 |                |             |        |

Novi članovi lige u sezoni 1982./83.:
- Bukovica Kistanje
- Sloboda Posedarje
- Neretvanac Opuzen
- Val Kaštel Stari

## Rezultatska križaljka
| kratica | klub                      | DIN | DOŠK | JAKD | JADKS | JUG | JUN | MET | OMIŠ | PRIB | PRIS | SLA | SLO | SPL | ZMAJ |
| --- | ------------------------- | --- | ---- | ---- | ----- | --- | --- | --- | ---- | ---- | ---- | --- | --- | --- | ---- |
| DIN | Dinara Knin               |     |      |      |       |     |     |     |      |      |      |     | 3:2 |     | 0:0  |
| DOŠK | DOŠK Drniš                |     |      |      |       |     |     |     |      |      |      |     | 2:0 |     | 3:2  |
| JADKD | Jadran Kardeljevo         |     |      |      |       |     |     |     |      |      |      |     | 3:1 |     | 0:0  |
| JADKS | Jadran Kaštel Sućurac     |     |      |      |       |     |     |     |      |      |      |     | 1:0 |     | 3:3  |
| JUG | Jugovinil Kaštel Gomilica |     |      |      |       |     |     |     |      |      |      |     | 3:1 |     | 1:2  |
| JUN | Junak Sinj                |     |      |      |       |     |     |     |      |      |      |     | 2:1 |     | 5:0  |
| MET | Metalac TEF Šibenik       |     |      |      |       |     |     |     |      |      |      |     | 3:0 |     | 2:1  |
| OMIŠ | Omiš                      |     |      |      |       |     |     |     |      |      |      |     | 2:2 |     | 3:0  |
| PRIB | Primorac Biograd na Moru  |     |      |      |       |     |     |     |      |      |      |     | 2:2 |     | 3:3  |
| PRIS | Primorac Stobreč          |     |      |      |       |     |     |     |      |      |      |     | 4:1 |     | 3:0  |
| SLA | Slaven Gruda              |     |      |      |       |     |     |     |      |      |      |     | 3:2 |     | 3:0  |
| SLO | Sloga Mravince            | 0:0 | 3:2  | 2:0  | 4:3   | 0:3 | 0:2 | 2:1 | 3:3  | 4:1  | 1:1  | 2:2 |     | 0:3 | 5:1  |
| SPL | Split                     |     |      |      |       |     |     |     |      |      |      |     | 6:2 |     | 2:1  |
| ZMAJ | Zmaj Makarska             | 1:0 | 2:0  | 3:1  | 1:3   | 0:3 | 0:1 | 2:2 | 1:2  | 2:1  | 3:0  | 4:1 | 5:2 | 0:0 |      |
| |                           |     |      |      |       |     |     |     |      |      |      |     |     |     |      |
| podebljan rezultat - utakmice od 1. do 13. kola (1. utakmica između klubova) rezultat normalne debljine - utakmice od 14. do 26. kola (2. utakmica između klubova) rezultat nakošen - nije vidljiv redoslijed odigravanja međusobnih utakmica iz dostupnih izvora rezultat nakošen i smanjen * - iz dostupnih izvora nije uočljiv domaćin susreta prekrižen rezultat - poništena ili brisana utakmica p - utakmica prekinuta 3:0 p.f. / 0:3 p.f. - rezultat 3:0 bez borbe |                           |     |      |      |       |     |     |     |      |      |      |     |     |     |      |

 Izvori: 